# Ngôn ngữ tại Indonesia
Có hơn 700 thứ tiếng đang được nói ở Indonesia. Hầu hết chúng thuộc ngữ hệ Austronesia, một ít tiếng Papua cũng được nói ở đây. Ngôn ngữ chính thức là tiếng Indonesia (trong tiếng Indonesia là Bahasa Indonesia), một phiên bản bị biến đổi của tiếng Malay,, được sử dụng trong thương mại, hành chính, giáo dục và truyền thông, nhưng hầu hết người Indonesia nói các thứ tiếng địa phương, như tiếng Java, như là tiếng mẹ đẻ của họ.
Cũng như hầu hết các hệ thống viết trong lịch sử loài người, hệ thống viết của tiếng Indonesia không được tạo ra trong các hệ thống phát minh bản địa, mà do những người nói tiếng Sanskrit, tiếng Ả Rập, và tiếng Latin tạo ra. Ví dụ như Tiếng Mã Lai có một lịch sử lâu dài là ngôn ngữ viết và đã được tạo ra trong hệ thống viết của Indic, Arabic, và bảng chữ cái Roman. Tiếng Java được viết trong các hệ thống viết Nagari và Pallava của Ấn Độ, cũng như các hệ thống nguyên thủy của chúng (nổi tiếng là Kawi script và Javanese script), trong một hệ thống Arabic bị biến đổi được gọi là pegon liên kết các âm Javanese, và trong bảng chữ cái Roman. Các ký tự tiếng Trung Quốc không bao giờ được sử dụng để biểu hiện trong các ngôn ngữ tại Indonesia,mặc dù các địa danh ở Indonesia, tên người và tên hàng hóa thương mại xuất hiện trong các báo cáo và lịch sử được viết cho các triều đại Trung Quốc.

## Các thứ tiếng được nói ở Indonesia
| Ngôn ngữ                                                     | Số lượng (triệu người) | Năm thực hiện khảo sát | Các khu vực chính được nói                            |
| ------------------------------------------------------------ | ---------------------- | ---------------------- | ----------------------------------------------------- |
| Tiếng Indonesia/ Tiếng Mã Lai                                | 230                    | 2008                   | khắp Indonesia                                        |
| Tiếng Java                                                   | 84,3                   | 2000 (thống kê)        | Trung tâm Java và Đông Java                           |
| Tiếng Sunda                                                  | 34,0                   | 2000 (thống kê)        | Tây Java                                              |
| Tiếng Madura                                                 | 13,6                   | 2000 (thống kê)        | Đảo Madura, Đông Java                                 |
| Tiếng Minangkabau                                            | 5,5                    | 2007                   | Trung tâm Sumatra                                     |
| Musi (Palembang Malay)                                       | 3,9                    | 2000 (thống kê)        | Nam Sumatra                                           |
| Tiếng Bugis                                                  | 3,5                    | 1991                   | Nam Sulawesi                                          |
| Tiếng Banjar                                                 | 3,5                    | 2000 (thống kê)        | Nam Kalimantan, Đông Kalimantan, Trung tâm Kalimantan |
| Tiếng Aceh                                                   | 3,5                    | 2000 (thống kê)        | Bắc Sumatra                                           |
| Tiếng Bali                                                   | 3,3                    | 2000 (thống kê)        | Đảo Bali và đảo Lombok                                |
| Tiếng Betawi                                                 | 2,7                    | 1993                   | Jakarta                                               |
| Tiếng Sasak                                                  | 2,1                    | 1989                   | Đảo Lombok                                            |
| Tiếng Batak Toba                                             | 2,0                    | 1991                   | Bắc Sumatra                                           |
| Tiếng Makassar                                               | 1,6                    | 1989                   | Nam Sulawesi                                          |
| Tiếng Batak Dairi                                            | 1,2                    | 1991                   | Bắc Sumatra                                           |
| Batak Simalungun                                             | 1,2                    | 2000 (thống kê)        | Bắc Sumatra                                           |
| Batak Mandailing                                             | 1,1                    | 2000 (thống kê)        | Bắc Sumatra                                           |
| Tiếng Mã Lai Jambi                                           | 1,0                    | 2000 (thống kê)        | Jambi (Trung tâm Sumatra)                             |
| Tiếng Mongondow                                              | 0,9                    | 1989                   | Bắc Sulawesi                                          |
| Tiếng Gorontalo                                              | 0,9                    | 1989                   | Tỉnh Gorontalo (Bắc Sulawesi)                         |
| Dayak Ngaju                                                  | 0,9                    | 2003                   | Miền nam Kalimantan                                   |
| Lampung Api                                                  | 0,8                    | 2000 (thống kê)        | Lampung (Miền nam Sumatra)                            |
| Tiếng Nias                                                   | 0,8                    | 2000 (thống kê)        | Miền duyên hải phía Tây Sumatra                       |
| Batak Angkola                                                | 0,7                    | 1991                   | Bắc Sumatra                                           |
| Tiếng Mã Lai Bắc Molucca                                     | 0,7                    | 2001                   | Bắc Maluku                                            |
| Tiếng Mân Nam (Tiếng Trung Quốc Min Nan, Hokkien và Teochew) | 0,7                    | 1982                   | Bắc Sumatra và Tây Kalimantan                         |
| Tiếng Khách Gia (Hakka)                                      | 0,6                    | 1982                   | Bangka Belitung và Tây Kalimantan                     |
| Batak Karo                                                   | 0,6                    | 1991                   | Bắc Sumatra                                           |
| Tiếng Uab Meto                                               | 0,6                    | 1997                   | Tây Timor                                             |
| Tiếng Bima                                                   | 0,5                    | 1989                   | Đảo Sumbawa                                           |
| Tiếng Manggarai                                              | 0,5                    | 1989                   | Đảo Flores                                            |
| Tiếng Torajan-Sa'dan                                         | 0,5                    | 1990                   | Nam Sulawesi, Tây Sulawesi                            |
| Tiếng Komering                                               | 0,5                    | 2000 (thống kê)        | Miền nam Sumatra                                      |
| Tiếng Tetum                                                  | 0,4                    | 2004                   | Tây Timor                                             |
| Tiếng Rejang                                                 | 0,4                    | 2000 (thống kê)        | Bengkulu (Miền Tây Nam Sumatra)                       |
| Tiếng Muna                                                   | 0,3                    | 1989                   | Miền duyên hải Tây Nam Sulawesi                       |
| Basa Semawa                                                  | 0,3                    | 1989                   | Đảo Sumbawa                                           |
| Tiếng Bangka                                                 | 0,3                    | 2000 (thống kê)        | Đảo Bangka                                            |
| Tiếng Osing                                                  | 0,3                    | 2000 (thống kê)        | ở cực đông Java                                       |
| Tiếng Gayo                                                   | 0,3                    | 2000 (thống kê)        | Aceh                                                  |
| Tiếng Tolaki                                                 | 0,3                    | 1991                   | Đông Nam Sulawesi                                     |
| Tiếng Lewotobi                                               | 0,3                    | 2000                   | Đảo Flores                                            |
| Tiếng Tae'                                                   | 0,3                    | 1992                   | Nam Sulawesi                                          |

Graph of Indonesian ethnolinguistics